# Fouad Bachirou
Fouad Bachirou (ur. 15 kwietnia 1990 w Valence) – komoryjski piłkarz występujący na pozycji środkowego pomocnika w angielskim klubie Nottingham Forest oraz w reprezentacji Komorów.

## Kariera klubowa

### Greenock Morton
1 lipca 2010 przeszedł do klubu Greenock Morton. Zadebiutował 25 lipca 2010 w meczu Scottish Challenge Cup przeciwko Dumbarton (0:0 k. 3:4). W Scottish First Division zadebiutował 7 sierpnia 2010 w meczu przeciwko Stirling Albion (0:0). W czerwcu 2011 roku podpisał nowy kontrakt z klubem. Pierwszą bramkę zdobył 7 kwietnia 2012 w meczu ligowym przeciwko Queen of the South (2:2). We wrześniu 2013 przedłużył kontrakt z klubem o dwa lata.

### Östersunds FK
9 sierpnia 2014 podpisał kontrakt z drużyną Östersunds FK. Zadebiutował 16 sierpnia 2014 w meczu Superettan przeciwko Husqvarna FF (1:4). W sezonie 2015 jego zespół zajął drugie miejsce w tabeli i awansował do najwyższej ligi. W Allsvenskan zadebiutował 4 kwietnia 2016 w meczu przeciwko Hammarby IF (1:1). Pierwszą bramkę zdobył 22 października 2016 w meczu ligowym przeciwko Malmö FF (0:3). W listopadzie 2016 roku przedłużył kontrakt z klubem o trzy lata. W sezonie 2016/17 jego zespół zdobył Puchar Szwecji. 13 lipca 2017 zadebiutował w kwalifikacjach do Ligi Europy UEFA w meczu przeciwko Galatasaray SK (2:0). 14 września 2017 zadebiutował w fazie grupowej Ligi Europy UEFA w meczu przeciwko Zorii Ługańsk (0:2).

### Malmö FF

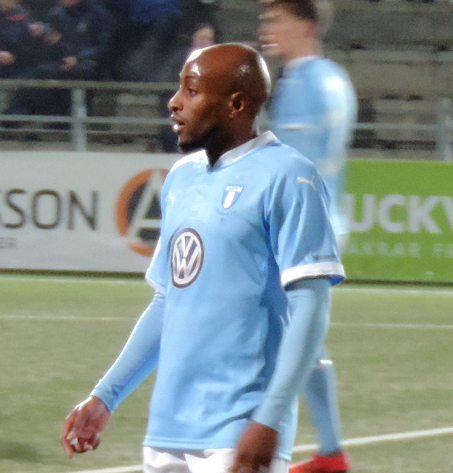
Fouad Bachirou w barwach Malmö FF (2018)

9 stycznia 2018 przeszedł do zespołu Malmö FF. Zadebiutował 18 lutego 2018 w meczu Pucharu Szwecji przeciwko Dalkurd FF (1:0). W Allsvenskan zadebiutował 2 kwietnia 2018 w meczu przeciwko IF Elfsborg (1:2). 10 lipca 2018 zadebiutował w kwalifikacjach do Ligi Mistrzów UEFA w meczu przeciwko KF Drita Gnjilane (0:3). W lutym 2019 przedłużył kontrakt z klubem o cztery lata. W sezonie 2019 jego zespół zajął drugie miejsce w tabeli zdobywając wicemistrzostwo Szwecji. W sezonie 2020 jego drużyna zajęła pierwsze miejsce w tabeli i zdobyła mistrzostwo Szwecji.

### Nottingham Forest
26 sierpnia 2020 podpisał kontrakt z klubem Nottingham Forest. Zadebiutował 5 września 2020 w meczu Pucharu Ligi Angielskiej przeciwko Barnsley (1:0). W EFL Championship zadebiutował 30 stycznia 2021 w meczu przeciwko Barnsley (0:0).

## Kariera reprezentacyjna

### Komory
W lutym 2014 roku otrzymał powołanie do reprezentacji Komorów. Zadebiutował 5 marca 2014 w meczu towarzyskim przeciwko reprezentacji Burkiny Faso (1:1).

## Statystyki

### Klubowe
(aktualne na dzień 21 lipca 2021)
| Klub                   | Sezon              | Liga                    | Liga  | Liga   | Puchar kraju | Puchar kraju | Puchar ligi | Puchar ligi | Europa | Europa | Suma  | Suma   |
| Klub                   | Sezon              | Liga                    | Mecze | Bramki | Mecze        | Bramki       | Mecze       | Bramki      | Mecze  | Bramki | Mecze | Bramki |
| ---------------------- | ------------------ | ----------------------- | ----- | ------ | ------------ | ------------ | ----------- | ----------- | ------ | ------ | ----- | ------ |
| Paris Saint-Germain II | 2008/09            | Championnat National 2  | 12    | 1      | –            | –            | –           | –           | –      | –      | 12    | 1      |
| Paris Saint-Germain II | 2009/10            | Championnat National 2  | 10    | 0      | –            | –            | –           | –           | –      | –      | 10    | 0      |
| Paris Saint-Germain II | Ogólnie            | Ogólnie                 | 22    | 1      | 0            | 0            | 0           | 0           | 0      | 0      | 22    | 1      |
| Greenock Morton        | 2010/11            | Scottish First Division | 19    | 0      | 4            | 0            | 3           | 0           | –      | –      | 26    | 0      |
| Greenock Morton        | 2011/12            | Scottish First Division | 30    | 1      | 2            | 0            | 4           | 0           | –      | –      | 36    | 1      |
| Greenock Morton        | 2012/13            | Scottish First Division | 33    | 1      | 4            | 0            | 1           | 0           | –      | –      | 38    | 1      |
| Greenock Morton        | 2013/14            | Scottish Championship   | 35    | 0      | 1            | 0            | 5           | 0           | –      | –      | 41    | 0      |
| Greenock Morton        | Ogólnie            | Ogólnie                 | 117   | 2      | 11           | 0            | 13          | 0           | 0      | 0      | 141   | 2      |
| Östersunds FK          | 2014               | Superettan              | 10    | 0      | 1            | 0            | –           | –           | –      | –      | 11    | 0      |
| Östersunds FK          | 2015               | Superettan              | 29    | 0      | 0            | 0            | –           | –           | –      | –      | 29    | 0      |
| Östersunds FK          | 2016               | Allsvenskan             | 22    | 1      | 1            | 0            | –           | –           | –      | –      | 23    | 1      |
| Östersunds FK          | 2017               | Allsvenskan             | 25    | 1      | 6            | 0            | –           | –           | 12     | 1      | 43    | 2      |
| Östersunds FK          | Ogólnie            | Ogólnie                 | 86    | 2      | 8            | 0            | 0           | 0           | 12     | 1      | 106   | 3      |
| Malmö FF               | 2018               | Allsvenskan             | 22    | 0      | 6            | 0            | –           | –           | 13     | 0      | 41    | 0      |
| Malmö FF               | 2019               | Allsvenskan             | 24    | 0      | 4            | 0            | –           | –           | 14     | 0      | 42    | 0      |
| Malmö FF               | 2020               | Allsvenskan             | 12    | 0      | 5            | 0            | –           | –           | 2      | 0      | 19    | 0      |
| Malmö FF               | Ogólnie            | Ogólnie                 | 58    | 0      | 15           | 0            | 0           | 0           | 29     | 0      | 102   | 0      |
| Nottingham Forest      | 2020/21            | EFL Championship        | 1     | 0      | 1            | 0            | 1           | 0           | –      | –      | 3     | 0      |
| Nottingham Forest      | Ogólnie            | Ogólnie                 | 1     | 0      | 1            | 0            | 1           | 0           | 0      | 0      | 3     | 0      |
| Ogólnie w karierze     | Ogólnie w karierze | Ogólnie w karierze      | 284   | 5      | 35           | 0            | 14          | 0           | 41     | 1      | 374   | 6      |

### Reprezentacyjne
(aktualne na dzień 21 lipca 2021)
| Reprezentacja | Rok     | Mecze | Bramki |
| ------------- | ------- | ----- | ------ |
| Komory        |         |       |        |
| 2014          | 3       | 0     |        |
| 2015          | 3       | 0     |        |
| 2016          | 3       | 0     |        |
| 2017          | 5       | 0     |        |
| 2018          | 4       | 0     |        |
| 2019          | 6       | 0     |        |
| 2020          | 0       | 0     |        |
| 2021          | 2       | 0     |        |
| Ogólnie       | Ogólnie | 26    | 0      |

| Mecze i gole w reprezentacji | Mecze i gole w reprezentacji | Mecze i gole w reprezentacji | Mecze i gole w reprezentacji | Mecze i gole w reprezentacji | Mecze i gole w reprezentacji | Mecze i gole w reprezentacji | Mecze i gole w reprezentacji    |
| Lp.                          | Data                         | Miejsce                      | Gospodarz                    | Gość                         | Wynik                        | Gol                          | Rozgrywki                       |
| ---------------------------- | ---------------------------- | ---------------------------- | ---------------------------- | ---------------------------- | ---------------------------- | ---------------------------- | ------------------------------- |
| 1.                           | 05.03.2014                   | Martigues                    | Burkina Faso                 | Komory                       | 1:1                          |                              | Mecz towarzyski                 |
| 2.                           | 18.05.2014                   | Nairobi                      | Kenia                        | Komory                       | 1:0                          |                              | el. Pucharu Narodów Afryki 2015 |
| 3.                           | 30.05.2014                   | Mitsamiouli                  | Komory                       | Kenia                        | 1:1                          |                              | el. Pucharu Narodów Afryki 2015 |
| 4.                           | 13.06.2015                   | Wagadugu                     | Burkina Faso                 | Komory                       | 2:0                          |                              | el. Pucharu Narodów Afryki 2017 |
| 5.                           | 13.11.2015                   | Mitsamiouli                  | Komory                       | Ghana                        | 0:0                          |                              | el. MŚ 2018                     |
| 6.                           | 17.11.2015                   | Kumasi                       | Ghana                        | Komory                       | 2:0                          |                              | el. MŚ 2018                     |
| 7.                           | 04.09.2016                   | Kampala                      | Uganda                       | Komory                       | 1:0                          |                              | el. Pucharu Narodów Afryki 2017 |
| 8.                           | 11.11.2016                   | Tunis                        | Komory                       | Togo                         | 2:2                          |                              | Mecz towarzyski                 |
| 9.                           | 15.11.2016                   | Tunis                        | Gabon                        | Komory                       | 1:1                          |                              | Mecz towarzyski                 |
| 10.                          | 24.03.2017                   | Mitsamiouli                  | Komory                       | Mauritius                    | 2:0                          |                              | el. Pucharu Narodów Afryki 2019 |
| 11.                          | 28.03.2017                   | Belle Vue Maurel             | Mauritius                    | Komory                       | 1:1                          |                              | el. Pucharu Narodów Afryki 2019 |
| 12.                          | 10.06.2017                   | Lilongwe                     | Malawi                       | Komory                       | 1:0                          |                              | el. Pucharu Narodów Afryki 2019 |
| 13.                          | 06.10.2017                   | La Marsa                     | Mauretania                   | Komory                       | 0:1                          |                              | Mecz towarzyski                 |
| 14.                          | 11.11.2017                   | Saint-Leu-la-Forêt           | Komory                       | Madagaskar                   | 1:1                          |                              | Mecz towarzyski                 |
| 15.                          | 08.09.2018                   | Mitsamiouli                  | Komory                       | Kamerun                      | 1:1                          |                              | el. Pucharu Narodów Afryki 2019 |
| 16.                          | 13.10.2018                   | Casablanca                   | Maroko                       | Komory                       | 1:0                          |                              | el. Pucharu Narodów Afryki 2019 |
| 17.                          | 16.10.2018                   | Mitsamiouli                  | Komory                       | Maroko                       | 2:2                          |                              | el. Pucharu Narodów Afryki 2019 |
| 18.                          | 17.11.2018                   | Moroni                       | Komory                       | Malawi                       | 2:1                          |                              | el. Pucharu Narodów Afryki 2019 |
| 19.                          | 23.03.2019                   | Jaunde                       | Kamerun                      | Komory                       | 3:0                          |                              | el. Pucharu Narodów Afryki 2019 |
| 20.                          | 06.09.2019                   | Moroni                       | Komory                       | Togo                         | 1:1                          |                              | el. MŚ 2022                     |
| 21.                          | 10.09.2019                   | Lomé                         | Togo                         | Komory                       | 2:0                          |                              | el. MŚ 2022                     |
| 22.                          | 12.10.2019                   | Konakry                      | Komory                       | Gwinea                       | 1:0                          |                              | Mecz towarzyski                 |
| 23.                          | 14.11.2019                   | Lomé                         | Togo                         | Komory                       | 0:1                          |                              | el. Pucharu Narodów Afryki 2021 |
| 24.                          | 18.11.2019                   | Moroni                       | Komory                       | Egipt                        | 0:0                          |                              | el. Pucharu Narodów Afryki 2021 |
| 25.                          | 25.03.2021                   | Moroni                       | Komory                       | Togo                         | 0:0                          |                              | el. Pucharu Narodów Afryki 2021 |
| 26.                          | 29.03.2021                   | Kair                         | Egipt                        | Komory                       | 4:0                          |                              | el. Pucharu Narodów Afryki 2021 |

## Sukcesy

### Greenock Morton
- Wicemistrzostwo Scottish First Division (1×): 2012/2013

### Östersunds FK
- Wicemistrzostwo Superettan (1×): 2015
- Puchar Szwecji (1×): 2016/2017

### Malmö FF
- Mistrzostwo Szwecji (1×): 2020
- Wicemistrzostwo Szwecji (1×): 2019